# Lo Barnechea
Lo Barnechea är en kommun i Chile.   Den ligger i provinsen Provincia de Santiago och regionen Región Metropolitana de Santiago, i den södra delen av landet, 30 km nordost om huvudstaden Santiago de Chile.

## Omgivning
Omgivningarna runt Lo Barnechea är i huvudsak ett öppet busklandskap. Runt Lo Barnechea är det ganska tätbefolkat, med 58 invånare per kvadratkilometer.